# Niklas Hauptmann
Niklas Hauptmann (* 27. Juni 1996 in Frechen) ist ein deutscher Fußballspieler. Der Mittelfeldspieler steht bei Dynamo Dresden unter Vertrag.

## Karriere
Hauptmann begann seine Karriere bei der DJK Viktoria Frechen. Von 2001 bis 2008 spielte er für den SC Borea Dresden und wechselte anschließend zu Dynamo Dresden, wo damals sein Vater, der dort einst selbst bereits als Jugendlicher sowie in der Fußball-Bundesliga gespielt hatte, das Nachwuchsleistungszentrum leitete. Hauptmann durchlief bei Dynamo Dresden verschiedene Jugendmannschaften und debütierte in der Saison 2014/15 in der NOFV-Oberliga Süd für die zweite Mannschaft des Vereins. Zu Beginn der Saison 2015/16 stieß Hauptmann zur Drittligamannschaft von Dynamo Dresden. Sein Pflichtspieldebüt für diese absolvierte er am 23. April 2016 beim 4:0-Heimsieg gegen den SV Wehen Wiesbaden, als er in der 84. Minute für Justin Eilers eingewechselt wurde. Nach dem Dresdner Aufstieg in die 2. Bundesliga bereitete der in der 70. Minute eingewechselte Hauptmann am ersten Spieltag der Saison 2016/17 am 6. August 2016 in der Nachspielzeit den 1:1-Ausgleich gegen den 1. FC Nürnberg vor. Hauptmann erzielte in der Saison 2016/17 zwei Tore. In der Saison 2017/18 kam er zu 25 Zweitliga-Einsätzen für den Dresdner Verein, bei denen er zwei Tore vorbereitete.
Mitte Mai 2018 wurde das Interesse des 1. FC Köln, dem Verein, bei dem schon Vater Ralf gespielt hatte, an Niklas Hauptmann bekannt. Am 23. Mai 2018 gab der Bundesligaabsteiger bekannt, Hauptmann zur Saison 2018/19 zu verpflichten. Die Ablösesumme soll bei 3,4 Millionen Euro, dem Doppelten der in seinem Vertrag als Ausstiegsklausel vereinbarte Summe, gelegen haben. Damit war es die größte Ablösesumme, die Dynamo Dresden je für einen Spieler erhalten hatte. Sein Debüt für die Kölner gab er am 4. August 2018, am ersten Spieltag der Saison 2018/19, im Spiel gegen den VfL Bochum. In der Folge wurde der Mittelfeldspieler vereinzelt eingesetzt, konnte sich aber nie als Stammspieler empfehlen. Zwischen Februar und April 2019 fiel er aufgrund einer Operation am Knie aus. Nach dem Wiederaufstieg in die Bundesliga als Meister fanden weder Achim Beierlorzer noch dessen Nachfolger Markus Gisdol Verwendung für Hauptmann, der stattdessen fünfmal im offensiven Mittelfeld für die Regionalligamannschaft auflief und für sie ein Tor erzielen konnte. Die Zweitligasaison 2020/21 verbrachte Hauptmann auf Leihbasis bei Holstein Kiel. Für die Kieler absolvierte er 31 Ligaspiele und erreichte das Halbfinale des DFB-Pokals. In der Aufstiegsrelegation scheiterte er gegen seinen Stammverein, wobei Hauptmann nicht zum Einsatz kam.
Zur Sommervorbereitung 2021 kehrte Hauptmann nach Köln zurück. Vor dem Beginn des Trainingslagers wurde er jedoch vom neuen Cheftrainer Steffen Baumgart aus dem Profikader gestrichen und in die zweite Mannschaft versetzt. Für diese kam er in der Saison 2021/22 auf 4 Einsätze in der Regionalliga West. Im Frühjahr 2022 kehrte Hauptmann in den Profikader zurück und kam am 27. Spieltag zu seiner einzigen Kadernominierung ohne Einsatz.
Im August 2022 wechselte er zurück zu Dynamo Dresden.

## Privates
Hauptmann stammt aus einer Fußballerfamilie. Bereits sein Großvater Reinhard spielte in der DDR-Oberliga. Sein Vater Ralf spielte sowohl in der DDR-Oberliga als auch in der Bundesliga für Dynamo Dresden sowie für den 1. FC Köln. Seine Brüder Marius und Lukas sind ebenfalls Fußballspieler.

## Erfolge
- 2016: Aufstieg in die 2. Fußball-Bundesliga mit der SG Dynamo Dresden als Meister der 3. Liga
- 2016: Spieler des Turniers beim Bundeswehr-Karrierecup Dresden 2016[10]
- 2019: Aufstieg in die Bundesliga mit dem 1. FC Köln als Zweitliga-Meister
- 2025: Aufstieg in die 2. Bundesliga mit der SG Dynamo Dresden